# Journey (videogioco)
Journey è un videogioco sviluppato da Thatgamecompany per PlayStation 3, e distribuito su PlayStation Network. Il gioco è stato distribuito in anteprima il 7 marzo 2012 per i membri PlayStation Plus ed è stato presentato ufficialmente il 13 marzo. La versione PlayStation 4 è disponibile dal 21 luglio 2015, mentre quella per Microsoft Windows dal 6 giugno 2019.

## Trama
In Journey il giocatore controlla una figura incappucciata, che si comporta e assomiglia a un nomade in cammino in un vasto deserto. Dopo una breve sequenza iniziale, il personaggio si ritrova disteso sulla sabbia, solo e senza alcuna informazione su di sé, con un'alta montagna visibile in lontananza che emana una colonna di luce. Il cammino verso quest'ultima, destinazione finale del gioco, è suddiviso in varie parti che il viaggiatore attraversa linearmente. Nel corso del viaggio, resti di un'antica civiltà, glifi nascosti tra le sabbie, minacce portate da strani organismi, agenti atmosferici ostili e una misteriosa figura bianca simile al protagonista aggiungeranno ciascuno una parte in più al puzzle utile a comprendere l'identità e lo scopo del viaggiatore.
Nonostante apparentemente il deserto sembri arido e privo di vita, curiose creature appariranno gradualmente per accompagnare (e talvolta persino aiutare) il protagonista; Tali creature sono costituite da stoffa, apparentemente dello stesso materiale di quella indossata dal viaggiatore, e nei comportamenti e nell'aspetto ricordano molto creature marine. Col proseguire della storia, raccontata di seguito dalle figure incappucciate bianche e dai glifi di pietra sparsi per le aree, si scopre infine che le antiche rovine in cui la figura incappucciata si avventura erano un tempo le opere di una grande e maestosa civiltà, di cui il nomade è un membro.
I nomadi del deserto scoprirono la magia intrisa nelle creature di stoffa, che si rivelò fondamentale per lo sviluppo della città, facendo progredire rapidamente cultura e tecnologia e permettendo anche la crescita di piante e acqua in una zona spoglia e priva di vita. Ma col passare del tempo, il popolo del deserto abusò delle creature, finendo per far scomparire la maggior parte di esse. Perduta la sua fonte principale di energia, la città finì in crisi e si trovò probabilmente in una situazione di grave carestia.
Per cercare disperatamente di salvare quanto rimasto della città, il popolo del deserto costruì dei Golem serpenti di pietra, con il compito di catturare quello che rimaneva delle creature di stoffa per cercare di riportare energia alla città, ma gli sforzi non bastarono, e alla fine la civiltà del deserto soccombette e il deserto inghiottì la città. Seguendo la storia, il monte da raggiungere sembra essere la fonte vitale del pianeta, mentre il nomade guidato dal giocatore sembra essere morto anch'egli durante la crisi della civiltà del deserto, salvo poi essere riportato in vita con la poca magia rimasta delle creature di stoffa, ed è il prescelto che deve raggiungere la vetta del monte per permettere alla vita di ricominciare.

## Creature di stoffa
Sono le misteriose creature che popolano il deserto. Come viene mostrato, esse sono infuse di una particolare energia, o di magia. Col proseguire della storia raccontata in seguito dalle figure incappucciate bianche e dai graffiti sparsi per il deserto, si viene a sapere che le creature di stoffa erano state la principale fonte di energia della civiltà del deserto.

## Golem Serpenti di Pietra
Sono giganteschi serpenti di pietra volanti muniti di un singolo occhio viola, di cui si servono per sondare il terreno, e sono il secondo tipo di creature che popolano il mondo di Journey. Possono essere considerate le uniche che possono causare danni al giocatore, poiché esse se lo individuano attaccano la figura incappucciata lacerando la sua sciarpa e accorciandola. All'inizio della storia vengono mostrati dei serpenti di pietra distrutti accasciati nelle dune del deserto, con i quali il giocatore interagisce liberando di conseguenza creature di stoffa imprigionate all'interno dei loro corpi. Avanzando sempre di più verso la montagna se ne vedranno altri ancora funzionanti che sorvolano le dune sondando il terreno. Il loro volto ha tratti somiglianti con il nomade che controlla il giocatore. Col progredire della storia si scopre che essi non sono delle creature del deserto, ma sono state costruite artificialmente dall'antica civiltà del deserto tempo addietro, principalmente nel periodo di crisi, per catturare le creature di stoffa e ridare energia alla città.

## Figure incappucciate bianche
Sono figure incappucciate simili al giocatore, ma molto più alti e bianchi, probabilmente i capi tribù. Essi si mostrano ogni qual volta il giocatore arriva ad un altare di pietra presente alla fine di un'area, per il passaggio a quella successiva. Sono loro, principalmente con il loro canto, a raccontare la storia di ciò che accadde all'antica civiltà del deserto.

## Trascensione
In tutto il gioco sono presenti dei simboli luminosi sparsi per le vaste aree. Una volta raccolti tutti, rigiocando il gioco, in un Altare presente nel deserto all'inizio dell'avventura il giocatore può trasformare il nomade, facendolo diventare una figura incappucciata bianca luminosa come gli incappucciati che compaiono negli altari di pietra. Con questa trasformazione la sciarpa della figura incappucciata si rigenera da sola in modo illimitato, senza più il bisogno delle creature di stoffa.

## Modalità di gioco
Il giocatore può controllare i movimenti della figura incappucciata e farle compiere due azioni particolari: cantare e volare. Il canto è l'unico modo che la figura ha a disposizione per interagire con l'ambiente circostante: permette di svelare glifi nascosti, chiamare a sé le creature di stoffa più vicine, «rivitalizzare» drappi di stoffa laceri e consunti, ed attivare altri particolari meccanismi.
Più o meno nascosti nelle varie aree vi sono degli speciali simboli luminosi, aventi l'aspetto di quelle che sono probabilmente lettere o interi nomi nell'alfabeto dell'antica civiltà scomparsa; il contatto con tali simboli inizialmente dona una sciarpa al personaggio, e successivamente la allunga. Grazie a questa sciarpa è possibile librarsi in volo per brevi tratti, planando poi silenziosamente; più la sciarpa è lunga, maggiore è la «carica» a disposizione per il volo, e di conseguenza è possibile sorvolare tratti più ampi. La carica della sciarpa è indicata sulla stessa da ricami luminosi che si dissolvono quando consumati, e il contatto con le creature di stoffa o altri simboli luminosi è l'unico modo per ripristinarla. Così come può essere allungata, tuttavia, in alcune circostanze la sciarpa corre il rischio di lacerarsi.

## Multiplayer
Nella modalità multigiocatore online è possibile incontrare nel corso del proprio viaggio un altro giocatore in tempo reale, e intraprendere il cammino in due. Ciascun giocatore non conoscerà nulla dell'identità dell'altro, anonimo e sperduto allo stesso modo, e l'unico modo di comunicare sarà dato dai semplici canti delle figure incappucciate.
L'interazione tra questi due giocatori è molto importante: restare vicini permette ad entrambi i personaggi di ricaricare costantemente le loro sciarpe, e la presenza di un compagno di viaggio può rendere unico ed emozionante un viaggio altrimenti condotto nella solitudine.
L'idea alla base di Journey, infatti, è proprio la collaborazione tra i giocatori, affinché possano condividere un'esperienza di gioco differente dal solito: lo spunto da cui è stato sviluppato il progetto era «un gioco multiplayer online che, invece di istigare i giocatori ad uccidersi tra loro, permettesse di creare legami di amicizia e collaborazione».

## Accoglienza
La rivista Play Generation diede alla versione per PlayStation 3 un punteggio di 98/100, apprezzando il fatto che fosse bellissimo da guardare, emozionante da giocare e curato nei minimi dettagli e come contro il fatto che non fosse adatto a tutti, anche se secondo il recensore questo fosse in fondo un ingrediente necessario per creare qualcosa di nuovo; sommariamente lo trovò come un titolo che univa meccaniche insolite con un'atmosfera ben orchestrata e un'altissima qualità tecnica, definendolo infine un "Gran Gioco".

## Adattamento
Il protagonista di Journey fa un cameo nell'ultimo episodio della prima stagione di Secret Level.

## Easter Egg in The Unfinished Swan
Journey sarà un Easter Egg, presente nel gioco The Unfinished Swan. Tramite un canocchiale usato dal giocatore, si potrà intravedere dalla luna, il mondo di Journey.